# Феррарезе, Клаудио
Кла́удио Ферраре́зе (итал. Claudio Ferrarese; род. 7 сентября 1978, Верона, Венеция) — итальянский футболист, игравший на позиции полузащитника.

## Клубная карьера
Феррарезе начал профессиональную карьеру в 1995 году в клубе «Эллас Верона». В январе 2001 года был отдан в «Читтаделлу» на совместное пользование с веронским клубом за 2000 итальянских лир (1 032 914 €). В 2002 году «читта» вылетела в Серию C. В июне того же года клуб приобрёл Феррарезе на постоянной основе. Дважды отдавался в аренды: в «Наполи» из Серии B и в «Пьяченцу» (обмен с Дарио Маролином) из Серии A в сезоне 2002/03. В июле 2003 года Феррарезе был подписан «Тернаной». В июле следующего года он, Алекс Брюннер и Кристиан Терни подписали контракты с «Салернитаной». 22 августа 2005 года Феррарезе перебрался в «Кальяри». 2 января 2006 отправился в «Торино». В том же году туринский клуб вышел в Серию A. 4 января следующего года вернулся в «Верону». Ровно через год Клаудио стал игроком «Кремонезе». 26 июня 2009 года его контракт с клубом был расторгнут по обоюдному согласию. После 4 месяцев пребывания в качестве свободного агента был подписан клубом «Специя».
С 2012 до 2017 был игроком клубов серии D.

### Международная карьера
Феррарезе сыграл в двух матчах квалификации на юношеский чемпионат Европы 1997.

## Достижения
- Чемпион серии B: 1998/99